# 猿子恵久
猿子 恵久（さるこ しげひさ、1957年4月28日 - ）は、日本の政治家。岩手県雫石町長（2期）。元雫石町議会議員（3期）。

## 来歴
岩手県雫石町長山生まれ。岩手県立盛岡農業高等学校卒業。
2003年（平成15年）、雫石町議会議員に初当選。2011年（平成23年）、3期目の当選。同年、議長に就任。
2014年（平成26年）10月19日に行われた雫石町長選挙に立候補。この年の選挙は現職の深谷政光、元職の中屋敷十、猿子の3人の争いとなったが、次点で落選。2015年（平成27年）、岩手県農業法人協会理事に就任。
2018年（平成30年）10月28日に行われた町長選に再度挑戦。現職の深谷政光との一騎打ちを制し、初当選を果たした（猿子：4,881票、深谷：4,326票）。投票率は64.56％。11月10日、町長就任。
2022年（令和4年）10月18日告示の雫石町長選挙に立候補したが、他に立候補の届け出がなかったため無投票で再選された。